# Martin-pêcheur argenté
Ceyx argentatus
Espèce
Statut de conservation UICN

 NT  : Quasi menacé
Répartition géographique
Synonymes
- Alcedo argentata
- Ceyx argentata

Le Martin-pêcheur argenté (Ceyx argentatus) est une espèce d'oiseaux endémique des Philippines appartenant à la famille des Alcedinidae.
Il s'agit d'une espèce endémique en Asie et plus spécifiquement aux Philippines.

## Description

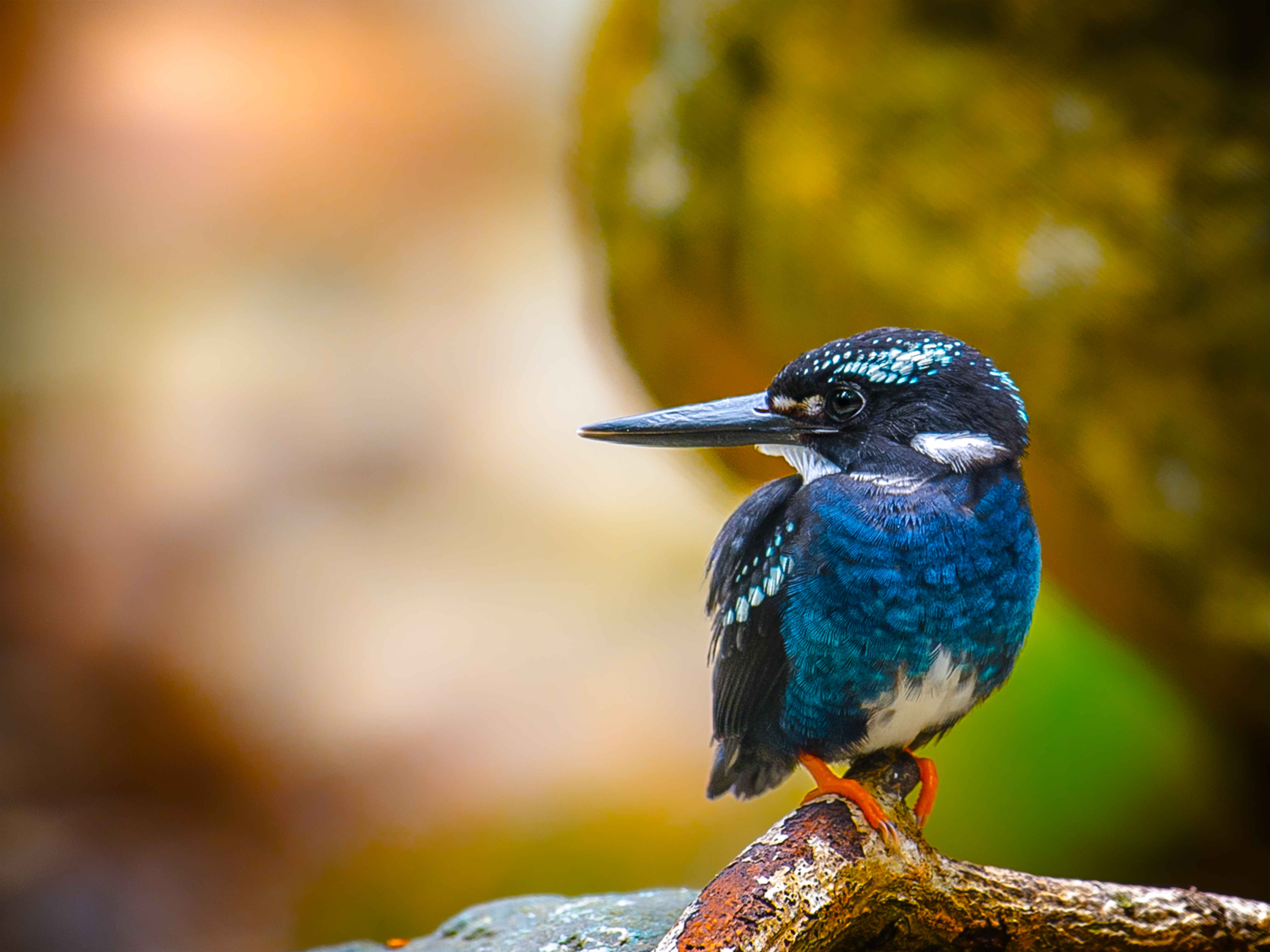
Un Martin-pêcheur argenté.

Sa gorge est noire (bien qu'elle peut être également blanche), tout comme son culmen, ses plumes scapulaires, son manteau et son dos. Son ventre quant à lui est blanc et sa poitrine bleu-verte. Sa calotte est noire, mais parsemée de petits points blancs jusqu'à l'arrière du cou.
Le Martin-pêcheur argenté mesure environ 14 cm pour un poids d'environ 22 g,.

## Liste des sous-espèces
D'après la classification de référence (version 5.2, 2015) du Congrès ornithologique international, cette espèce est constituée des deux sous-espèces suivantes :
- Ceyx argentatus argentata Tweeddale, 1877 — Dinagat, Siargao, Mindanao, Basilan ;
- Ceyx argentatus flumenicola Steere, 1890 — Samar, Leyte, Bohol.